# Vigo Rendena
Vigo Rendena – miejscowość i gmina we Włoszech, położona w dolinie Val Rendena, w regionie Trydent-Górna Adyga, w prowincji Trydent.
Według danych na rok 2004 gminę zamieszkiwało 406 osób, 101,5 os./km².
1 stycznia 2016 gmina przestała istnieć.